# 厚木凡人
厚木 凡人（あつぎ ぼんじん、1936年1月11日 - 2023年4月19日）は、日本の舞踊家。

## 経歴
栃木県出身。石井みどりに師事し、1958、1959年全国舞踊コンクールで1位(文部大臣賞)となる。1964年の第1回リサイタルで振付師としてスタート。1966年ニューヨークのジュリアード音楽学校にまなぶ。1989年スターダンサーズ・バレエ団芸術監督となった。